# رودخانه ماهه
رودخانه ماهه (به انگلیسی: Mahé River) رودخانه‌ای است که در هند جریان دارد.